# ETNK2
ETNK2 (англ. Ethanolamine kinase 2) – білок, який кодується однойменним геном, розташованим у людей на 1-й хромосомі. Довжина поліпептидного ланцюга білка становить 386 амінокислот, а молекулярна маса — 44 781.
| 10         |  | 20         |  | 30         |  | 40         |  | 50         |
| ---------- |  | ---------- |  | ---------- |  | ---------- |  | ---------- |
| MAVPPSAPQP |  | RASFHLRRHT |  | PCPQCSWGME |  | EKAAASASCR |  | EPPGPPRAAA |
| VAYFGISVDP |  | DDILPGALRL |  | IQELRPHWKP |  | EQVRTKRFTD |  | GITNKLVACY |
| VEEDMQDCVL |  | VRVYGERTEL |  | LVDRENEVRN |  | FQLLRAHSCA |  | PKLYCTFQNG |
| LCYEYMQGVA |  | LEPEHIREPR |  | LFRLIALEMA |  | KIHTIHANGS |  | LPKPILWHKM |
| HNYFTLVKNE |  | INPSLSADVP |  | KVEVLERELA |  | WLKEHLSQLE |  | SPVVFCHNDL |
| LCKNIIYDSI |  | KGHVRFIDYE |  | YAGYNYQAFD |  | IGNHFNEFAG |  | VNEVDYCLYP |
| ARETQLQWLH |  | YYLQAQKGMA |  | VTPREVQRLY |  | VQVNKFALAS |  | HFFWALWALI |
| QNQYSTIDFD |  | FLRYAVIRFN |  | QYFKVKPQAS |  | ALEMPK     |  |            |

A: Аланін

C: Цистеїн

D: Аспарагінова кислота

E: Глутамінова кислота

F: Фенілаланін

G: Гліцин

H: Гістидин

I: Ізолейцин

K: Лізин

L: Лейцин

M: Метіонін

N: Аспарагін

P: Пролін

Q: Глутамін

R: Аргінін

S: Серин

T: Треонін

V: Валін

W: Триптофан

Кодований геном білок за функціями належить до трансфераз, кіназ. 
Задіяний у таких біологічних процесах, як метаболізм ліпідів, біосинтез ліпідів, альтернативний сплайсинг. 
Білок має сайт для зв'язування з АТФ, нуклеотидами. 